# Elbow Cay
Elbow Cay ist ein Cay der bahamaischen Abaco-Inseln im Atlantischen Ozean.

## Geographie

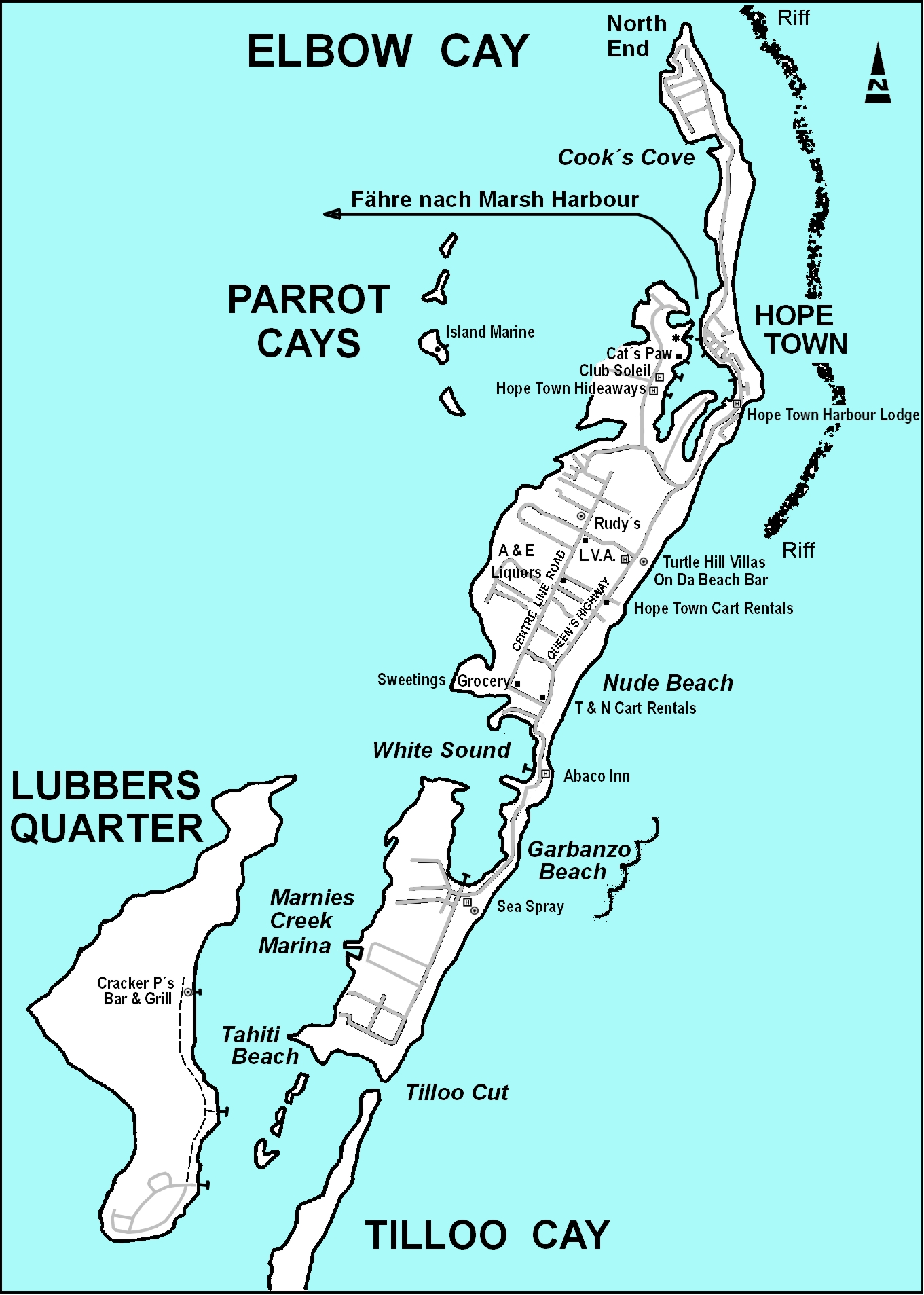
Karte von Elbow Cay

Elbow Cay liegt etwa 8 Kilometer östlich der Hauptinsel Great Abaco. Die langgestreckte Insel ist etwa 8 × 1 Kilometer groß. Der Hauptort Hope Town liegt im Norden der Insel.

## Geschichte
Die Ureinwohner der Inseln waren vermutlich Lucaya-Indianer.
Von 1783 bis 1785 siedelten Loyalisten aus New York, North Carolina, South Carolina und Florida auf der Insel.
Lange Zeit war die Bergung von Schiffen, die vor der Insel in Seenot gerieten, eine Quelle für den Lebensunterhalt. Daher waren nicht alle Bewohner der Insel über den Bau des Leuchtturms 1864 erfreut.
In den 1850er-Jahren fielen zahlreiche Bewohner einer Choleraepidemie zum Opfer.
Hope Town war von 1840 bis 1921 das Zentrum des Holzschiffsbaus auf Abaco. Mit dem Aufkommen der Dampfschifffahrt ließ die Nachfrage nach Holzschiffen nach. Vorübergehend bot die Holzindustrie Arbeitsplätze. Ab 1916 wanderten viele Bewohner auf der Suche nach Arbeit nach Nassau, Miami oder Key West aus.
Von 1870 bis 1938 war die Herstellung von Badeschwämmen eine wichtige Einkommensquelle. Während der US-amerikanischen Prohibitionszeit 1920–1933 war auch der Schmuggel von Alkohol ein Wirtschaftsfaktor. 1924 wurde ein Telegrafenamt eröffnet.
In den 1960er-Jahren wurden erste Hotels und Mietwohnungen errichtet. Seither entwickelte sich der Tourismus zum wichtigsten Wirtschaftszweig der Insel.
Am 1. September 2019 um 12:40 Ortszeit traf bei Elbow Cay mit dem Auge von Hurrikan Dorian der bislang stärkste tropische Wirbelsturm in der Geschichte der Bahamas an Land. Einer ersten Auswertung von Satellitenbildern zufolge wurden dabei rund 300 Gebäude zerstört und etwa 650–750 beschädigt.

## Tourismus
Neben den Buchten ist die größte Touristenattraktion der Insel das Elbow Cay Lighthouse. Weiter interessante Plätze sind das Wyannie Malone Museum und der historische Cholerafriedhof. Beliebte touristische Aktivitäten sind Tauchen, Schnorcheln, Wellenreiten, Windsurfen und Bootsausflüge.
Auf der Insel gibt es keine Autos, für längere Wege können Golfmobile verwendet werden.

## Belege
1. 1 2  The Rough Guide to the Caribbean. Rough Guides, 2002, ISBN 978-1-85828-895-6, S. 110 f., eingeschränkte Vorschau in der Google-Buchsuche.
2. 1 2  Story of Hope Town. In: hopetownmuseum.com. Abgerufen am 6. September 2019 (englisch).
3. ↑  Greyson Beights: Abaco History. (Memento des Originals vom 5. September 2019 im Internet Archive)  Info: Der Archivlink wurde automatisch eingesetzt und noch nicht geprüft. Bitte prüfe Original- und Archivlink gemäß Anleitung und entferne dann diesen Hinweis. In: theabaconian.com. 22. Juni 2018, abgerufen am 13. September 2019 (englisch).
4. ↑  Krystel Brown: PM: This is the worst day of my life. (Memento des Originals vom 2. September 2019 im Internet Archive)  Info: Der Archivlink wurde automatisch eingesetzt und noch nicht geprüft. Bitte prüfe Original- und Archivlink gemäß Anleitung und entferne dann diesen Hinweis. In: thenassauguardian.com. 1. September 2019, abgerufen am 6. September 2019 (englisch).
5. ↑  Hurricane Dorian Response: The Bahamas. In: reliefweb.int. Pacific Disaster Center, 10. September 2019, abgerufen am 28. September 2019, S. 4 (englisch; PDF; 1,64 MB).